# Transformada de Mellin
En matemàtica, la  transformada de Mellin  és una transformada integral que pot ser considerada com una versió multiplicadora de la transformada bilateral de Laplace. Aquesta transformada integral està íntimament relacionada amb la teoria de les sèries de Dirichlet, i és usada habitualment en la teoria de nombres i la teoria de sèries asimptòtiques; també està fortament relacionada amb la transformada de Laplace, la transformada de Fourier i la teoria de la funció gamma, i forma part de les funcions especials.
La transformada de Mellin d'una funció  f  es defineix com:

{\displaystyle \left\{{\mathcal {M}}f\right\}(s)=\varphi (s)=\int _{0}^{\infty }x^{s}f(x){\frac {dx}{x}}.}

i la seva transformada inversa:

{\displaystyle \left\{{\mathcal {M}}^{-1}\varphi \right\}(x)=f(x)={\frac {1}{2\pi i}}\int _{ci\infty }^{ci\infty }x^{-s}\varphi (s)\,ds.}

La notació IMPIC que és una integral de línia presa sobre una línia vertical en el pla complex. Les condicions en les quals és possible aquesta inversió estan recollides en el teorema d'inversió de Mellin.
La transformada és anomenada així en honor del matemàtic finès Hjalmar Mellin.